# 多羽蹄盖蕨
多羽蹄盖蕨（学名：Athyrium multipinnum），为蹄盖蕨科蹄盖蕨属下的一个植物种。